# Ernst Nievergelt
Ernst Nievergelt (* 23. März 1912 in Affoltern; † 1. Juli 1999 in Kappel am Albis) war ein Schweizer Radrennfahrer, der 1936 je eine olympische Silber- und Bronzemedaille gewann.
Nievergelt hatte 1935 die Amateurwertung bei der Meisterschaft von Zürich gewonnen. Er startete für den Verein RV Höngg. Bei den Olympischen Sommerspielen 1936 in Berlin wurde das Straßenrennen über 100 Kilometer auf der AVUS-Nordschleife ausgetragen. Auf dem flachen Kurs blieb das Feld bis ins Ziel beisammen und überquerte innerhalb weniger Sekunden die Ziellinie. Es gewann der Franzose Robert Charpentier vor seinem Landsmann Guy Lapébie und Ernst Nievergelt. Die Mannschaftswertung wurde nach den addierten Zeiten der drei besten Fahrer eines Landes ermittelt, hier siegten die Franzosen vor den Schweizern mit Ernst Nievergelt, Edgar Buchwalder und Kurt Ott.
Von 1937 bis 1939 fuhr Nievergelt bei Profirennen mit. 1937 belegte er den zweiten Platz bei Rund um Berlin. Sein einziger Sieg als Profi gelang Nievergelt 1938, als er die neunte Etappe der Internationalen Deutschland-Rundfahrt gewann. Bei der Tour de Suisse belegte er auf der sechsten Etappe den zweiten und in der Gesamtwertung den 19. Platz.